# 고정 배당률 베팅
고정 배당률 베팅(fixed-odds betting)은 스포츠 경기나 경마 등의 이벤트 결과에 대해 개인이 미리 정해진 배당률로 베팅하는 도박의 한 형태이다. 고정 배당률 베팅에서는 배당률이 고정되어 베팅할 때 결정된다. 이러한 확률은 특정 결과가 발생할 가능성을 반영한다. 베터의 예측이 정확하면 고정 배당률에 따라 지불금을 받는다. 이는 이벤트로 이어지는 확률의 변화에 관계없이 베팅을 하는 시점에 잠재적인 승리가 알려짐을 의미한다.
고정 확률 도박(fixed-odds gambling)은 미리 결정된 확률로 이벤트에 베팅하는 것을 포함한다. 북메이커는 가능한 모든 결과에 대해 인용된 확률의 합이 100%를 초과하는 오버그라운드를 생성하여 수익을 보장하는 것을 목표로 한다. 불균형한 도서가 발생하여 예상보다 지급액이 높거나 낮을 수 있다. 인터넷과 베팅 교환의 출현으로 고정 승률 차익거래와 더치 북(사설 소액 마권 판매소)의 기회가 생겼다.
베팅의 예상 가치가 양수값이면 "최고의 결과"를 얻는다고 한다. 대조적으로, "배당률"은 이길 수 있는 것보다 위험이 더 큰 베팅을 의미하며, 합리적인 베터는 불리한 결과의 가능성이 충분히 낮은 경우에만 이러한 유형의 베팅에 참여한다. "레이 베팅"은 베터가 특정 결과에 대해 베팅하여 사실상 북메이커의 역할을 맡는 것이다.
승률은 분수, 소수, 머니라인 등 다양한 형식으로 표현될 수 있다. 분수 배당률은 주로 영국과 아일랜드에서 사용되는 반면 소수 배당률은 유럽 대륙, 호주, 뉴질랜드 및 캐나다에서 선호된다. 머니라인 배당률은 미국에서 사용된다. 이러한 형식 간 변환에는 사용된 확률 유형에 따라 특정 계산이 필요하다.

## 배당률 변환표
| Decimal               | Fractional          | Moneyline                         | Win% (to break even)                 | Return (minus stake)                |
| --------------------- | ------------------- | --------------------------------- | ------------------------------------ | ----------------------------------- |
| 1.01                  | 1/100               | −10,000                           | 99.01%                               | 1.00%                               |
| 1.11                  | 1/9                 | −900                              | 90.00%                               | 11.11%                              |
| 1.33                  | 1/3                 | −300                              | 75.00%                               | 33.33%                              |
| 1.50                  | 1/2                 | −200                              | 66.67%                               | 50.00%                              |
| 2.00                  | 1/1                 | ±100                              | 50.00%                               | 100.00%                             |
| 3.00                  | 2/1                 | +200                              | 33.33%                               | 200.00%                             |
| 4.00                  | 3/1                 | +300                              | 25.00%                               | 300.00%                             |
| 10.00                 | 9/1                 | +900                              | 10.00%                               | 900.00%                             |
| 101.00                | 100/1               | +10,000                           | 0.99%                                | 10,000.00%                          |
| {\displaystyle x+1\,} | {\displaystyle x\,} | {\displaystyle -{\frac {100}{x}}} | {\displaystyle {\frac {100}{x+1}}\%} | {\displaystyle \left(100x\right)\%} |
| {\displaystyle x+1\,} | {\displaystyle x\,} | {\displaystyle +100x\,}           | {\displaystyle {\frac {100}{x+1}}\%} | {\displaystyle \left(100x\right)\%} |

## 같이 보기
- 패리뮤추얼 제도
- 아시안 핸디캡
- 도박사의 오류
- 스포츠 베팅